# Psychoda arcuata
Psychoda arcuata és una espècie d'insecte dípter pertanyent a la família dels psicòdids que es troba a Austràlia: és un endemisme de Tasmània.